# Frits Helmuth
Frits Helmuth (* 3. Juli 1931 in Kopenhagen; † 12. Dezember 2004 ebenda) war ein dänischer Schauspieler.

## Leben und Wirken
Frits Helmuth war der Sohn des Schauspielers Osvald Helmuth. Er studierte von 1950 bis 1952 Schauspiel am Det Kongelige Teater. Sein Schauspieldebüt gab er bereits 1938 an der Seite seines Vaters in Blaavand melder Storm, als er seinen Sohn spielte. Auch in dem Drama Den kloge mandv von 1956 spielte er erneut als Sohn seines Vaters an seiner Seite. Dies waren die beiden einzigen Filme, in denen sie gemeinsam vor der Kamera standen.
Von 1953 bis 1959 war Helmuth festes Ensemblemitglied am Königlichen Theater Kopenhagen. Ab 1962 war er freier Schauspieler an weiteren Theaterbühnen. Bis zu seinem Tod wirkte er in über 100 Film- und Fernsehproduktionen mit. Hervorzuheben sind dabei seine beiden Hauptrollen in den Dramen Tanzen mit Regitze und Det forsømte forår, für die er jeweils mit einem Bodil für die Beste Hauptrolle und einen Robert als Bester Hauptdarsteller erhielt. Zwei weitere Bodils erhielt er als Bester Hauptdarsteller für Lille spejl und als Beste Nebenrolle für Johnny Larsen.

## Privates
Helmuth war dreimal verheiratet und fünffacher Vater. Aus seiner ersten Ehe mit Agneta Segerskog, die von 1957 bis 1960 hielt, hat er einen Sohn, den Schauspieler Mikael Helmuth. Auch mit ihm stand er einmal vor der Kamera, als dieser die jüngere Version seiner dargestellten Rolle des Karl Aage in dem preisgekrönten Drama Tanzen mit Regitze verkörperte. Von 1961 bis 1964 war er mit der Schauspielerin Jeanne Darville verheiratet, mit der er eine Tochter hatte. Ab 1971 war er in dritter Ehe verheiratet, aus welcher drei Kinder hervorgingen. Ab 1998 lebte er mit Oda Wiedbrecht zusammen. Nach seinem Tod erhielt sie alle Rechte an seinem Nachlass, was medial ausgetragene Streitigkeiten zur Folge hatte.
Am 12. Dezember 2004 starb Frits Helmuth im Alter von 73 Jahren an Leberversagen. Seine Grabstätte befindet sich auf dem Ordrup-Kirkegard in Gentofte.

## Filmografie
- 1954: Liebe auf vier Rädern (Det er så yndigt at følges ad)
- 1956: Mädchen im gefährlichen Alter (Ung leg)
- 1978: Lille spejl
- 1979: Johnny Larsen
- 1979: Laß uns zuerst tanzen (Skal vi danse først?)
- 1984: Kopenhagen – mitten in der Nacht (Midt om natten)
- 1989: Tanzen mit Regitze (Dansen med Regitze)
- 1993: Det forsømte forår
- 1997: Wolfgang
- 2000: Blinkende Lichter (Flickering Lights)
- 2005: Oskar & Josefine